# Premiul de Stat al Republicii Populare Române

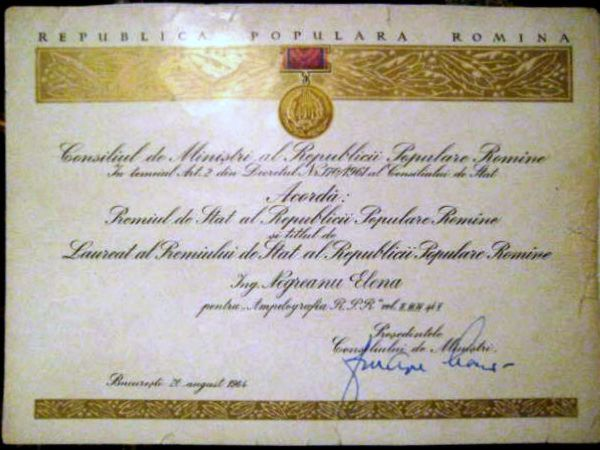

Le Prix d'État de la République populaire roumaine 
(Premiul de Stat al Republicii Populare Române) était un prix accordé par la République populaire roumaine.

## Récipiendaires
- 1954 : Ernő Szabó